# Bad Boys (manga)
Bad Boys, stilizzato BADBOYS, è un manga seinen creato da Hiroshi Tanaka. È stato serializzato dal 1988 al 1996 sulla rivista Young King e in seguito raccolto dalla casa editrice Shōnen Gahōsha in 22 volumi tankōbon. Un sequel intitolato Bad Boys Glare (BAD BOYS グレアー?) è stato pubblicato periodicamente sulla stessa rivista dal 1996 al 2003. L'opera ha generato un vasto numero di adattamenti diversi, tra cuiuna serie OAV di cinque episodi, un dorama e film live action.

## Media

### OAV
Dal 1993 al 1998 è stata realizzata una serie OAV di cinque episodi ispirata al manga:
- Bad Boys (1993)
- Bad Boys 2 (1994)
- Bad Boys 3 Best Friend （1995)
- Bad Boys 4 狂連合篇（1996)
- Bad Boys 5 (1998)

Doppiatori:
- Chiaki Morita: Tsukasa
- Nobuo Tobita: Wakami Eiji
- Kenyuu Horiuchi: Kawanaka
- Masako Katsuki: Sato Erika
- Masami Kikuchi: James
- Megumi Hayashibara: Kumi
- Mitsuaki Madono: Kirimoto
- Shigeru Chiba: Sugimoto Hirokazu
- Tesshō Genda: Danno Hidenori

### Dorama
Nel 2013 è stato realizzato un dorama basato sul manga.

### Film
È stato realizzato un lungometraggio live action basato sul manga.